# Kostel Rozeslání svatých apoštolů (Litomyšl)
Kostel Rozeslání svatých apoštolů leží na Toulovcově náměstí (lidově „Na Špitálku“) v Litomyšli. Nejstarší zmínka o něm pochází z roku 1407, ale kostel je nejspíš mnohem starší. Byl součástí středověkého špitálu doloženého k roku 1347. Jedná se o gotickou stavbu menšího měřítka s barokními úpravami z 18. stol. a s neogotickou dostavbou z 19. stol. V současnosti spadá pod Římskokatolickou farnost - proboštství Litomyšl.

## Historie středověkého špitálu

### Počátky kostela ve 14. století
První zmínky o litomyšlském špitálu sahají k roku 1347 v souvislosti se založením litomyšlského biskupství a s následným přerozdělováním statků mezi biskupa a kapitulu, nicméně není jasné, kdy a kým byl špitál založen. Z této zmínky lze ale vyčíst, že špitál již delší dobu existoval. Založit ho mohl řád benediktinů nebo premonstrátů, kteří zde dříve postupně sídlili. Budova špitálu stála v severní části Toulovcova náměstí v místech dnešní budovy církve československé husitské č. p. 150 a rohového domu č. p. 151, její podoba dnes není známa.
Součástí špitálu byla kaple, později přeměněna na gotický kostelík. Nějakou dobu byl údajně se špitálem propojen společným klenutím.

### 15. století

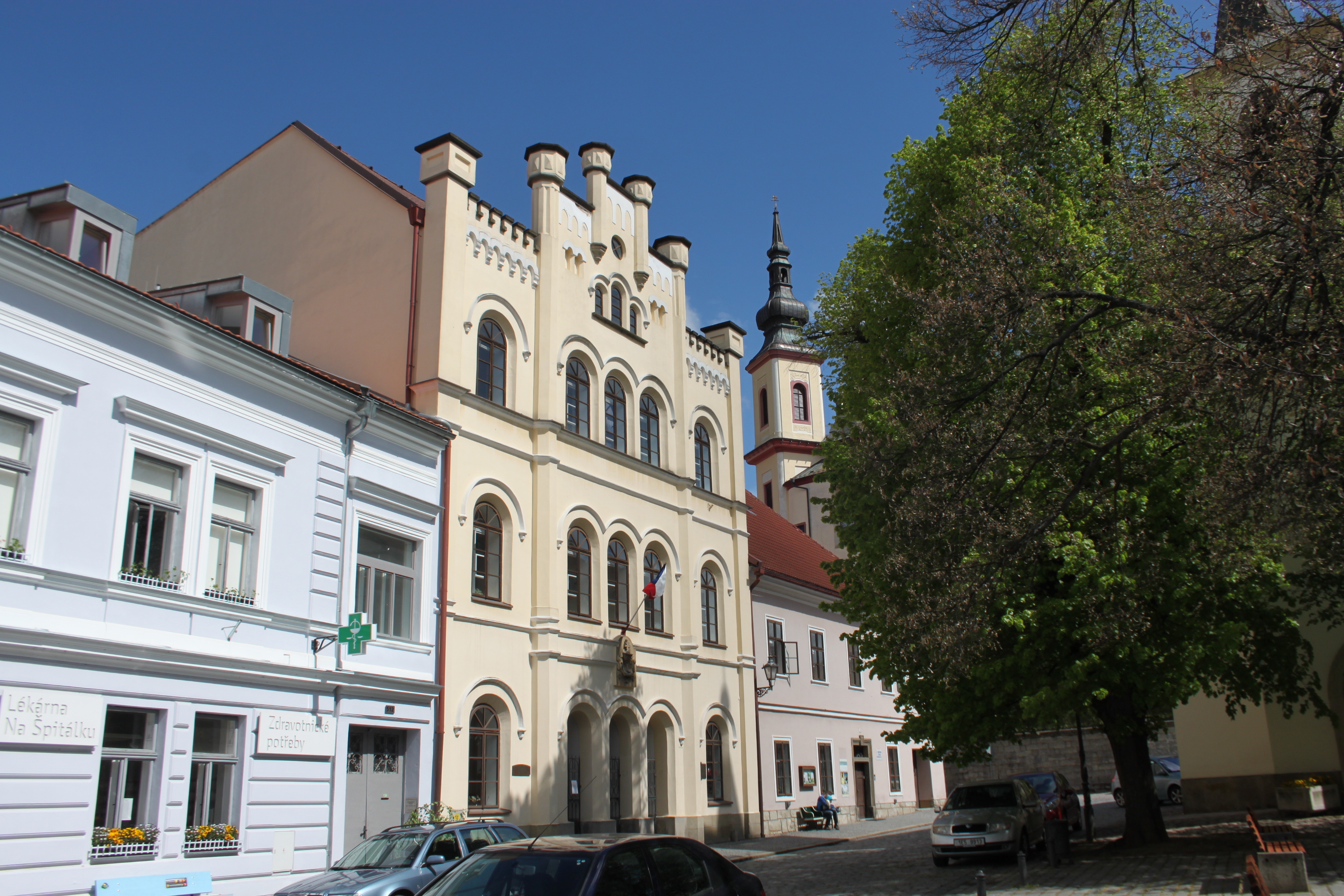
Dům č. p. 150 a 151, původní umístění budovy městského špitálu

Špitál byl v 15. století zřízen pro 22 chudých a nemocných, od r. 1440 pro 24 osob. Příjmy špitálníků byly velmi malé a tak spíše umírali hladem, než na nemoci.
Pro nakažlivé nemocné (konkrétně většinou pro malomocné) byla na počátku 15. století zřízena chalupa na předměstí Litomyšle s kapacitou 3 osoby.
Pro špitál byly velmi důležitým zlomem nadace, které roku 1407 založil Vavřinec Toulovec z Třemošné (též z Litomyšle), postava obestřená pověstmi kontroverzního charakteru. Daroval špitálu 17 kop ročně z výdělku svého dvora v Trusnově a o rok později přidal 6 kop ročně ze své vsi Mladočov. Sám přesně určil, na co půjdou jednotlivé části jeho příspěvku. Tato nadace byla dokonce potvrzena králem Václavem IV.
Obsazování špitálu fungovalo dle pravidla, že nemocní měli přednost před chudými a bylo-li třeba přijmout nového nemocného, byl propuštěn nejsilnější chudý. Existovalo i pravidlo, že kdyby byla mezi špitálníky žena svárlivá, nepokojná a nezbedná, měla být nahrazena ženou dobromyslnou, tichou, pokojnou a trpělivou. Mezi špitálníky fungovala rovnost majetku – co jednotlivec vyžebral, bylo rozděleno mezi všechny rovným dílem. Toulovec také žádal, aby nemocní nelehali v kostele a svým zápachem neobtěžovali ostatní návštěvníky.
Poslední zmínka o Toulovcovi pochází z roku 1412, kdy pravděpodobně zemřel. Počátkem roku 1413 je doloženo, že biskup Jan vydal odpustky těm, kdo se zúčastní pobožností za dobrodince špitálu. Toulovec byl pravděpodobně pohřben u oltáře ve špitálním kostele. U oltáře byl vymalován jeho nástěnný portrét z roku 1408 a obnoven 1511 a 1842.
Husitské povstání přežil špitál i kostel bez větších úhon, husité se soustředili hlavně na gotickou katedrálu Panny Marie stojící v místech dnešního prvního zámeckého nádvoří, kterou zbořili v roce 1425.

### 17. století
V následujících letech na špitál přispívala obec ze zisků ze svých obchodů i panská vrchnost (Vratislav z Pernštejna založil nadaci r. 1629). Obec usilovala o úroky na lidech a s nimi špitál postupně nabyl poměrně velký majetek a stalo se z něj špitálské panství a velkostatek, jehož jmění spravovalo město. Tímto se stal zásadním pro uchránění majetku města po třicetileté válce, kdy se předválečný zisk měst vracel do područí vrchnosti.

### 18. století
V roce 1761 již nebylo možné z důvodu změny finančních poměrů udržovat špitál z Toulovcovy nadace a proto byl počet špitálníků snížen na 12 osob.

### 19. století
Roku 1839 byl velkostatek do té doby zapsaný v zemských deskách pro špitál vtělen do zemských desek pro město se závazkem starat se o špitál. V této době se z něj stal pouze chorobinec bez stálého působiště, 12 chudých starších občanů bydlelo různě ve městě a dostávalo příspěvky z Toulovcovy nadace, ještě 500 let po jejím založení.
Kromě městského špitálu byl v jeho bezprostřední blízkosti také zámecký špitál založený roku 1667 pro 12 osob, českobratrský špitál a v době blížícího se moru v roce 1735 také přibyly tři chalupy pro nemocné. V roce 1847 byla v Litomyšli založena městská nemocnice, která na sebe převzala funkci špitálů.

### Program záchrany architektonického dědictví
V rámci Programu záchrany architektonického dědictví bylo v roce 2003 na opravu památky čerpáno 400 000 Kč.

## Stavební etapy kostela

Půdorys kostela

Špitální gotický kostelík je doložený k roku 1407, ale pravděpodobně zde stál již ve 14. století. K roku 1446 je doložený výdaj na dvě sklená okna a v roce 1511 byl vydlážděn cihlami.
V 18. století prošel několika opravami a přestavbami – v roce 1705 k němu byla připojena vedle stojící sýpka, roku 1735 při opravě po požáru byl přistavěn sanktus se třemi zvony a po dalším požáru v roce 1775 byl vystavěn sanktus nový. V rámci barokizace při těchto úpravách přibyly mimo jiné barokní hlavice na příporách klenby, které zde však vydržely pouze do pozdější regotizace kostela. V roce 1814 proběhla další oprava po ohni.
Kostel v letech 1838 – 1842 prošel výraznou neogotickou přestavbou. Byla přistavěna kruchtová a věžní část.
Po letech chátrání byl v roce 1991 kostel částečně rekonstruován, tato rekonstrukce však byla dovedena k závěru až v roce 2001.

## Exteriér

### Gotická část
Jedná se o malou gotickou jednolodní stavbu tradičně orientovanou. Závěr má tvar pěti stran pravidelného osmiúhelníku a je podepřen čtyřmi opěráky o dvou ústupcích, další tři opěráky stejného tvaru jsou na severní a jižní straně lodi. Fasáda je hladká, bíle omítnuta kromě hřbetů opěráků. Hlavní římsa je pouze ze štuku a je omítnuta okrovou barvou.

### Neogotická přístavba
Neogotická přístavba v místě kruchty má mírně rozšířený půdorys a navazuje na první gotický opěrák. Před průčelí je pak centrálně umístěna předsunutá věž s předsíní a portálem. Ta je rozčleněna do několika úrovní – spodní úroveň s dveřmi slouží jako vstup, v patře je okno umístěno na ose portálu. Nad ním probíhá hlavní římsa, v další úrovni bez oken zdivo dvakrát uskakuje a na zvonicové části se nachází okna na všech čtyřech stranách. Tato část je zakončena římsou stejné formy, jako je římsa hlavní.

### Portál a okna
Jediný portál je pískovcový ve tvaru lomeného oblouku bez profilace. Lomená okna jsou dvojího typu. V závěru jsou tři okna (jedno v čele a dvě v bočních stěnách), jsou centrálně dělená a skládají z kružby ve tvaru trojlistu vepsaného do sférického trojúhelníku a ze dvou nosů. Ve stěnách lodi je umístěna dvojice oken, která jsou oproti oknům v závěru menší a bez vnitřního členění. Dvojice stejných oken je zabudována ve zdech kruchtové části kostela. Další menší okno stejné formy se nachází nad portálem a čtyři lomená okna bez vnitřního členění s dřevěnými lamelami jsou na věži. Střecha objektu je valbová, na věži je plechový stan.

## Interiér

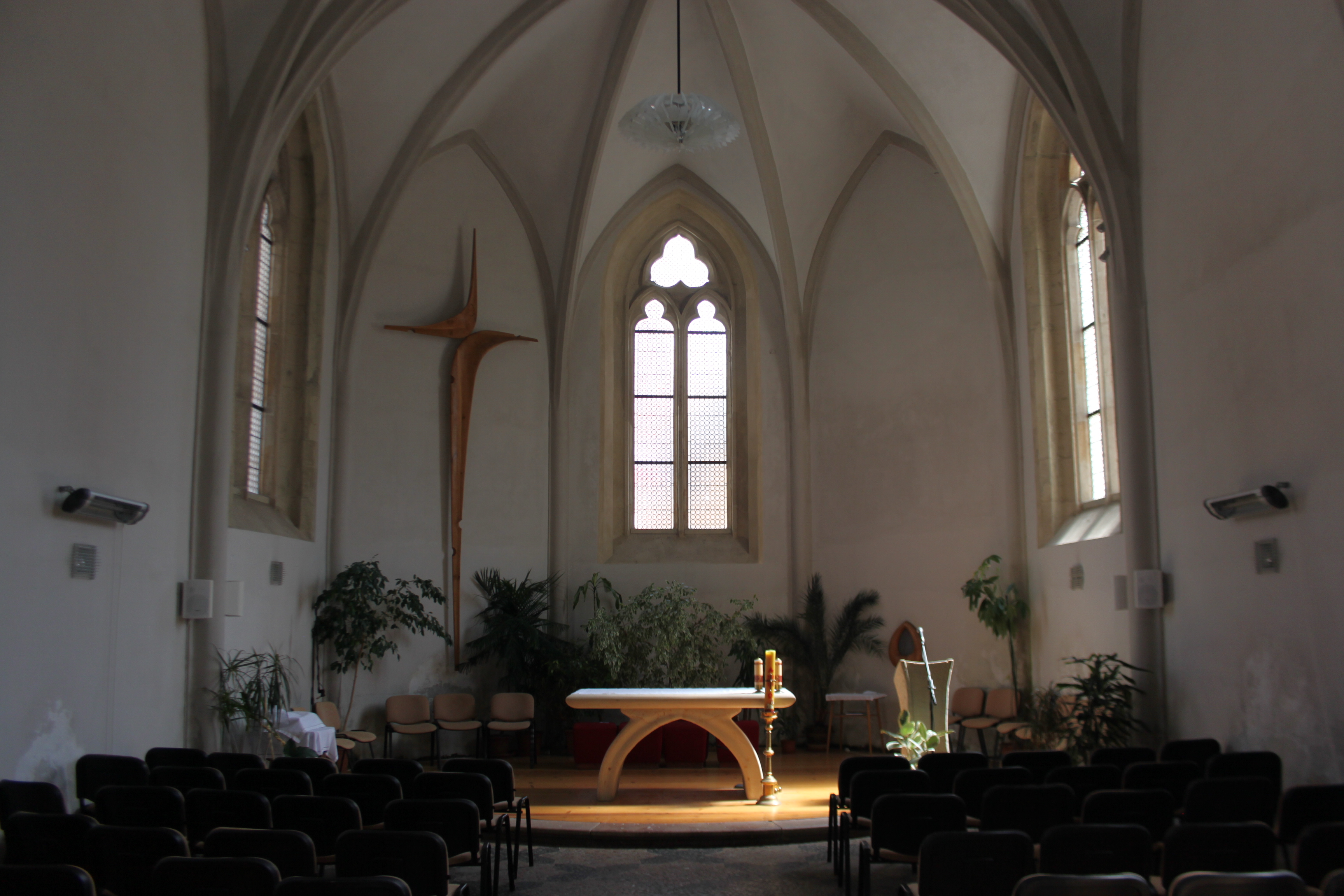
Pohled do presbytáře

Vnitřní rozměry kostela jsou 13 m na délku, loď má šířku 7,66 m.

### Klenba
Hlavní část lodi o obdélníkovém půdorysu je zaklenuta dvěma poli křížové klenby, v závěru o půdorysu vymezeném třemi stranami osmiúhelníku je klenba paprsčitá. Svorníky jsou kruhové, na svorníku v oblasti kněžiště je vyobrazena červená lilie, znak města Litomyšle. Žebra jsou hranolovitá a mírně vyžlabená a plynule přecházejí do přípor válcového profilu s ukončením v podlaze. Svorníky, žebra i přípory jsou šedě omítnuty, stěny i klenba jsou bílé.

### Kruchta
Kruchta je podklenuta a nahoře zaklenuta plackovou klenbou s neogotickými oblouky, na její severní straně je umístěna sakristie taktéž s plackovou klenbou, na jižní straně se nachází schodiště. Do obou prostor vedou portály obdélného tvaru.

### Podlahy
V oblasti kněžiště je vyvýšená dřevěná podlaha, ve zbytku objektu je kamenná dlažba.

## Zařízení
Z původního zařízení se nic nedochovalo, zachovala se pouze část zařízení od neogotické přestavby v 19. století – varhany z roku 1840 a dřevěné kuželkovité zábradlí na kruchtě.
V současnosti je v oblasti kněžiště umístěna moderní dřevěná menza a na stěně moderní dřevěný kříž.

## Galerie

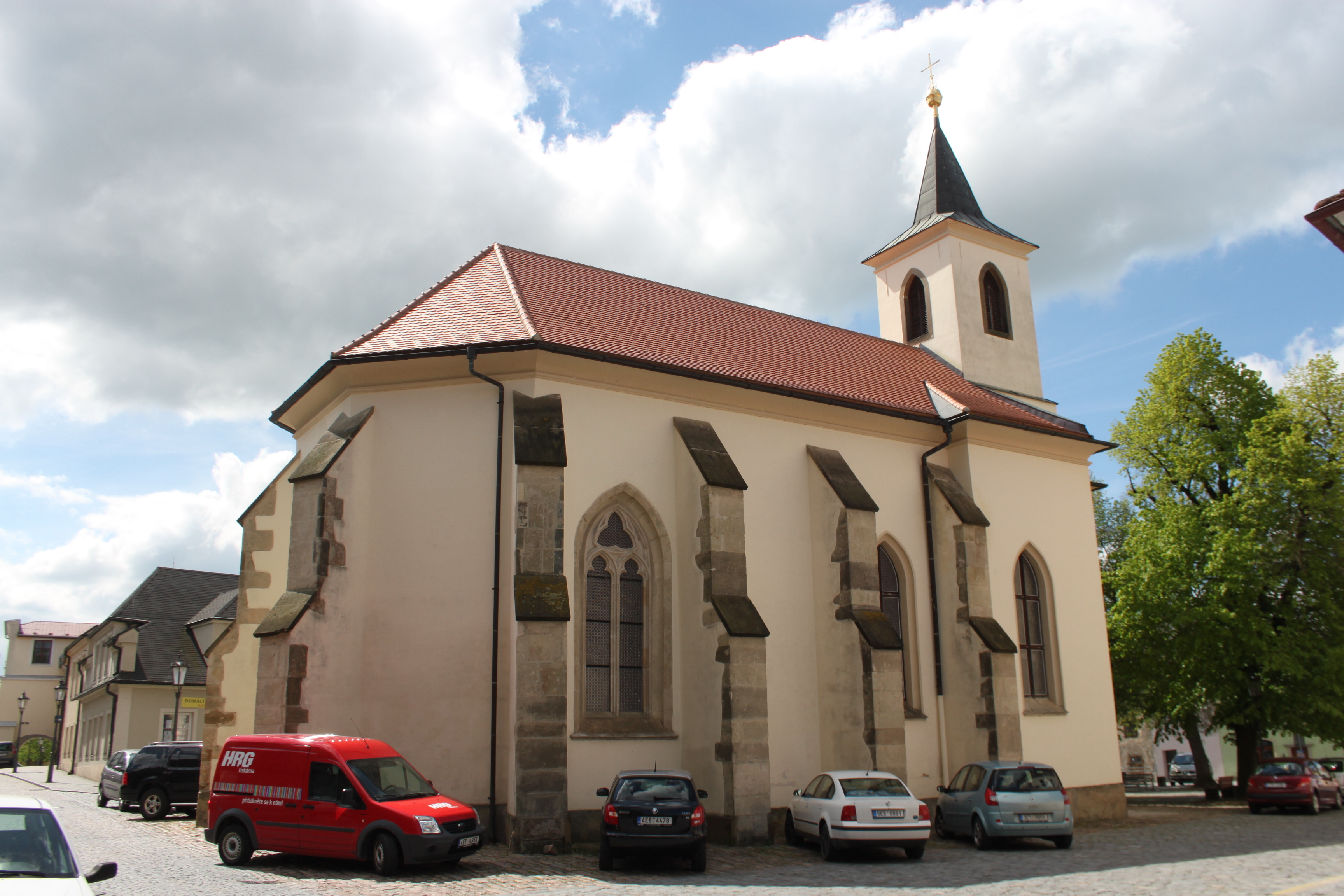
Severovýchodní pohled
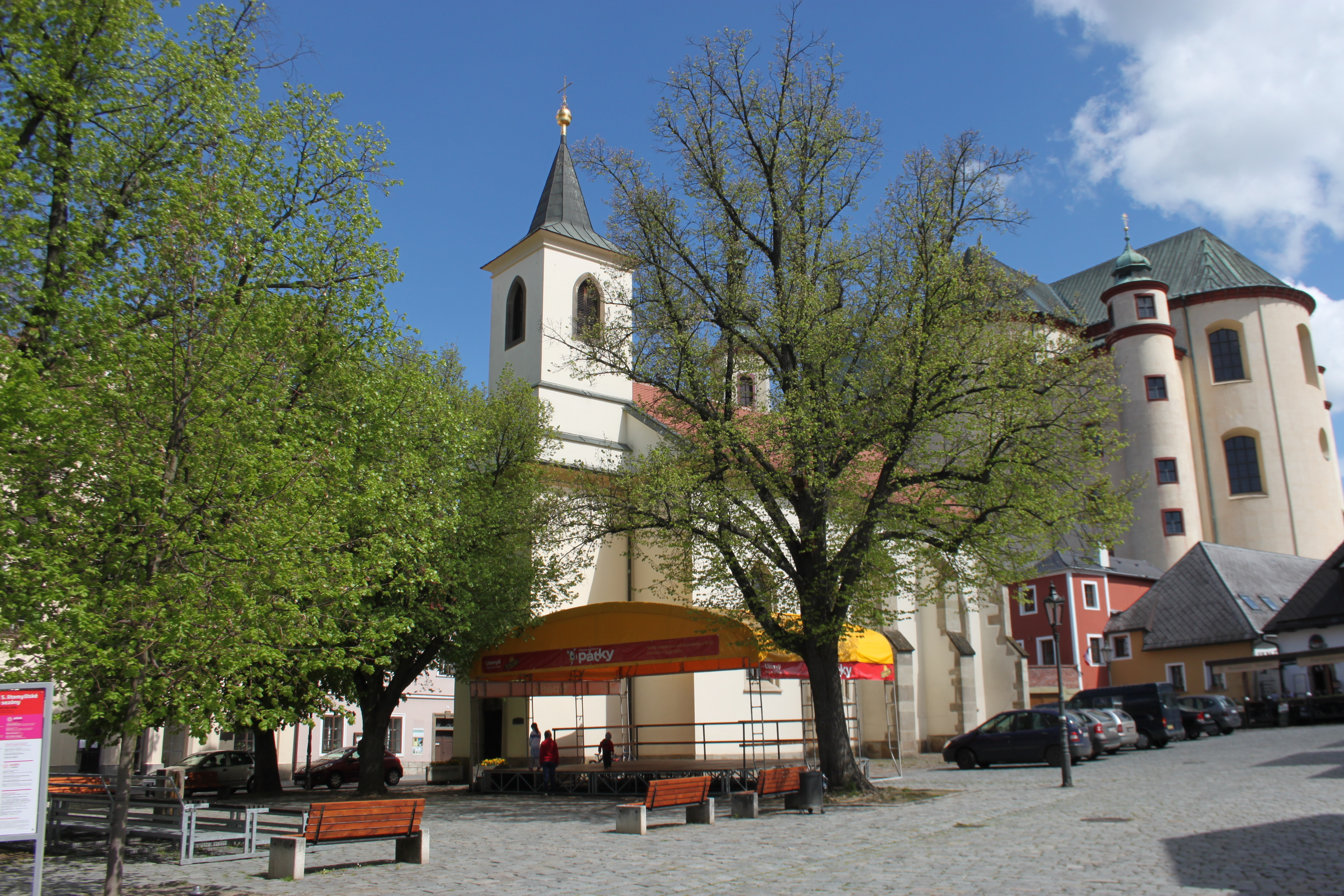
Jihozápadní pohled
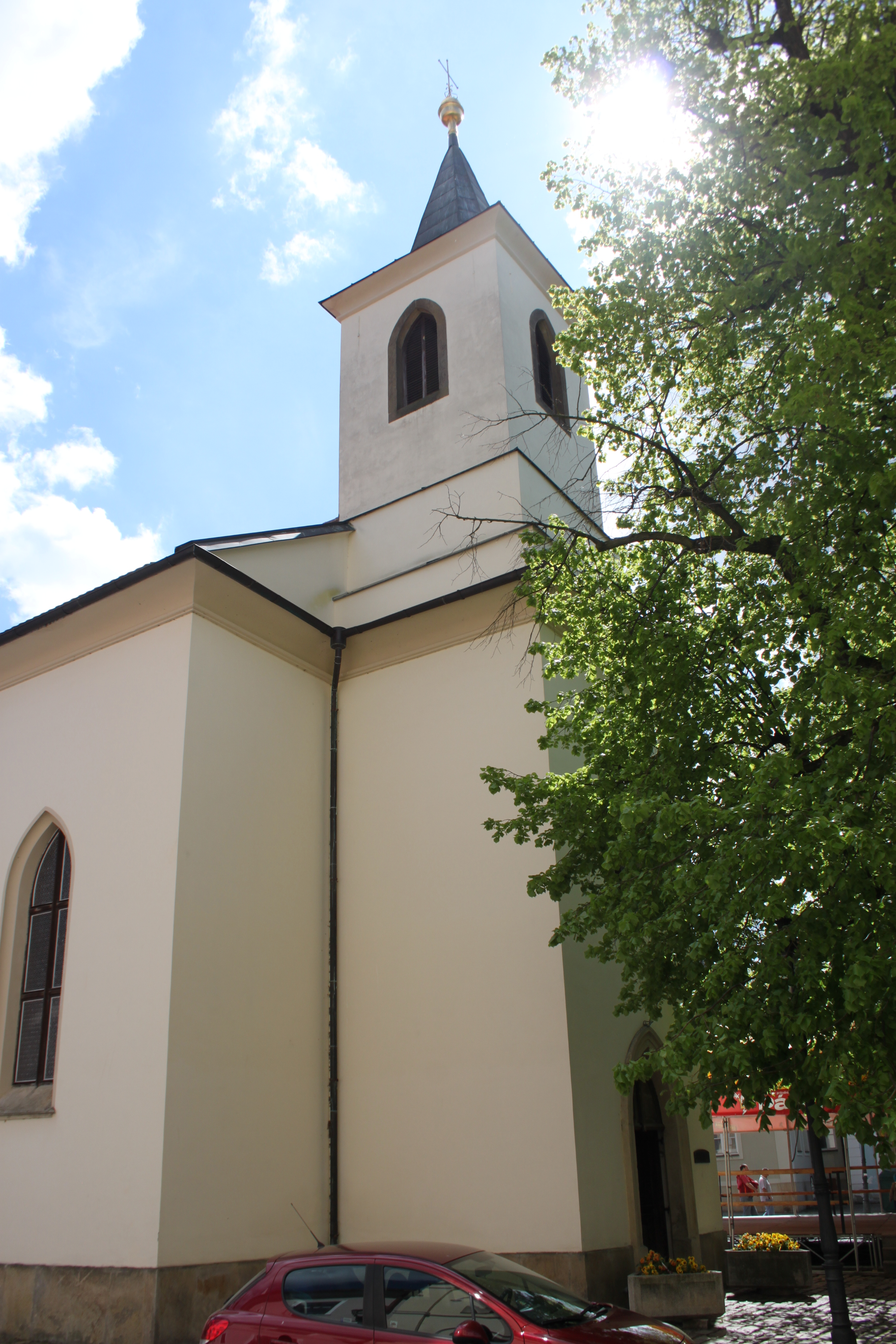
Věž kostela
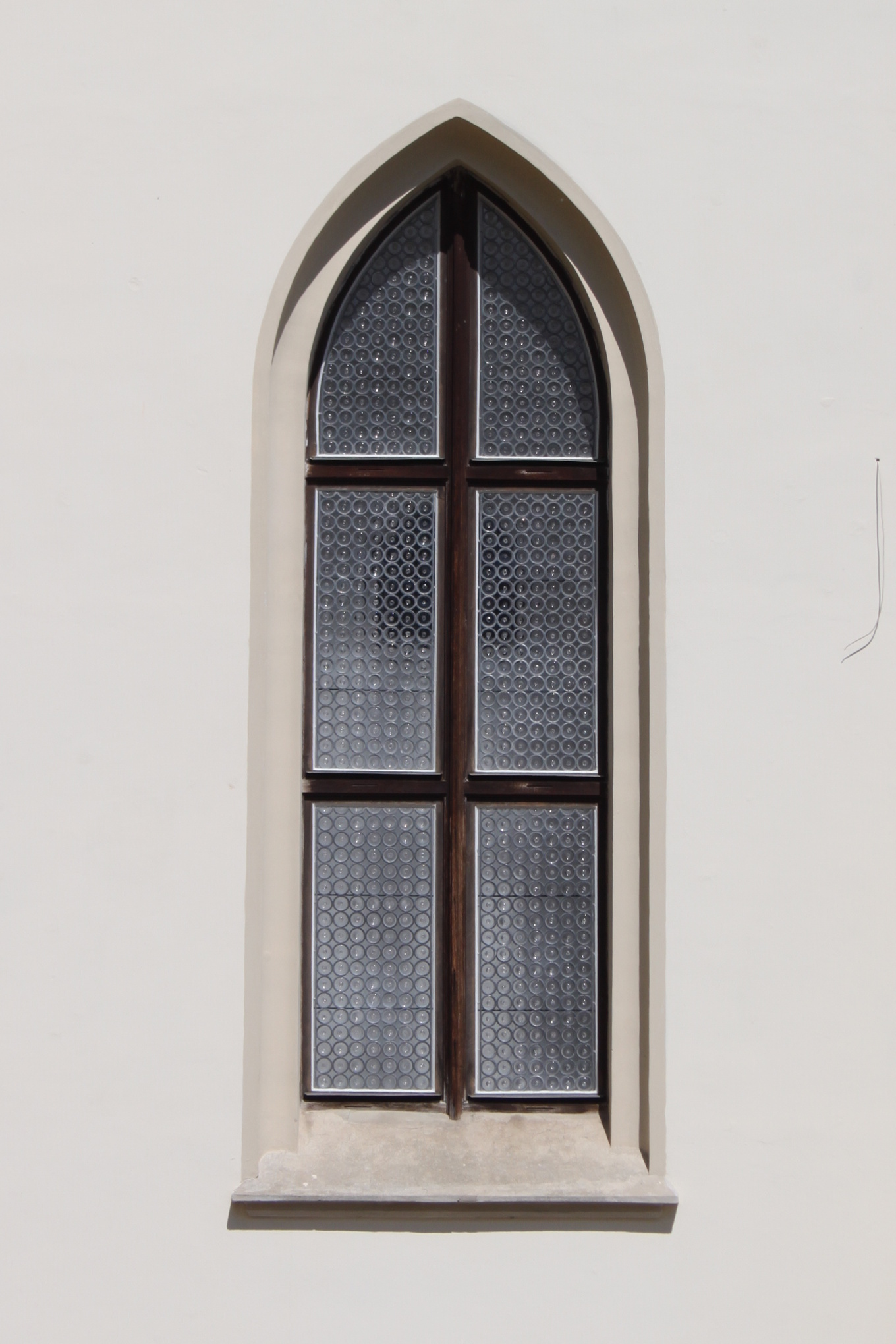
Okno v lodi kostela
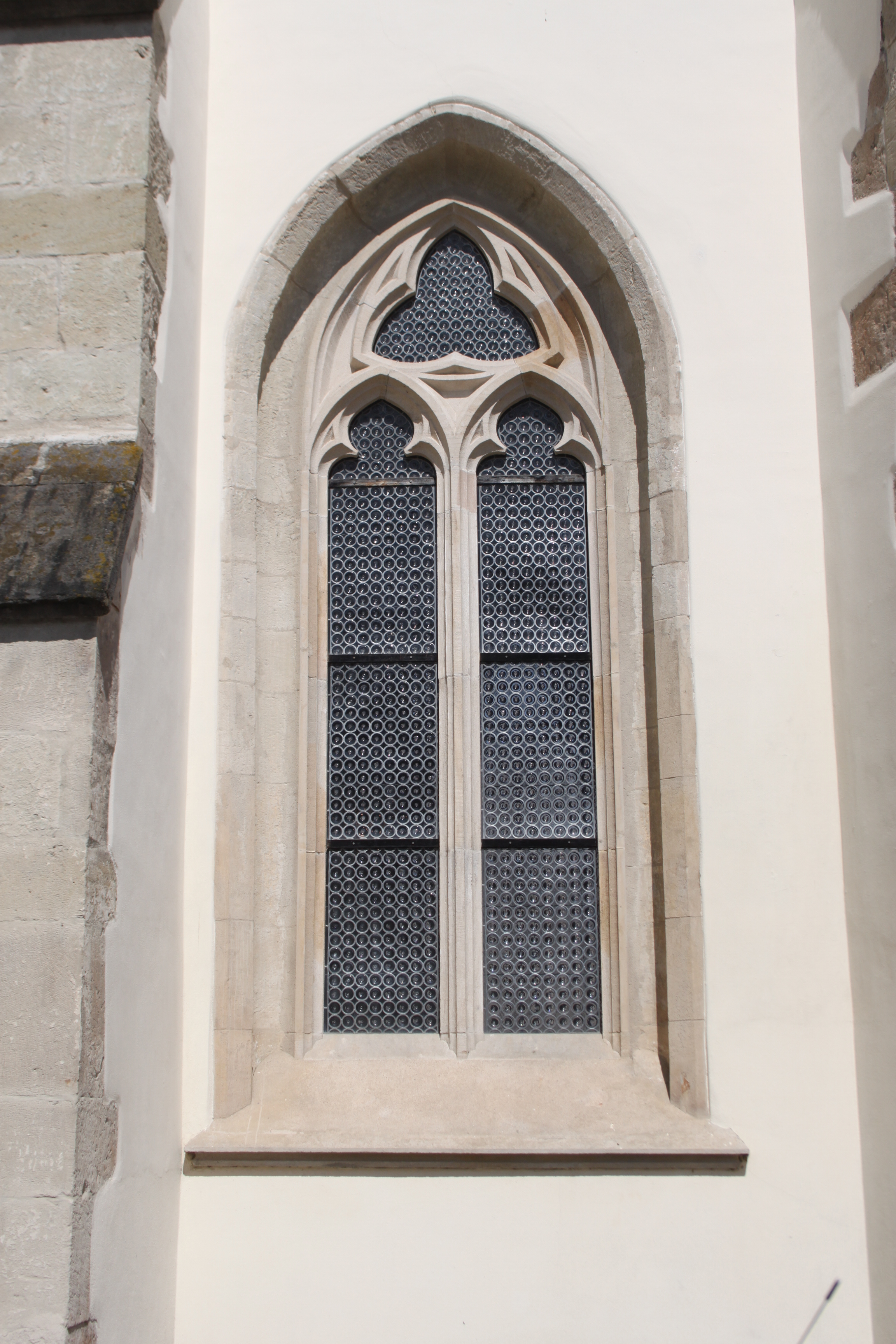
Okno v závěru kostela
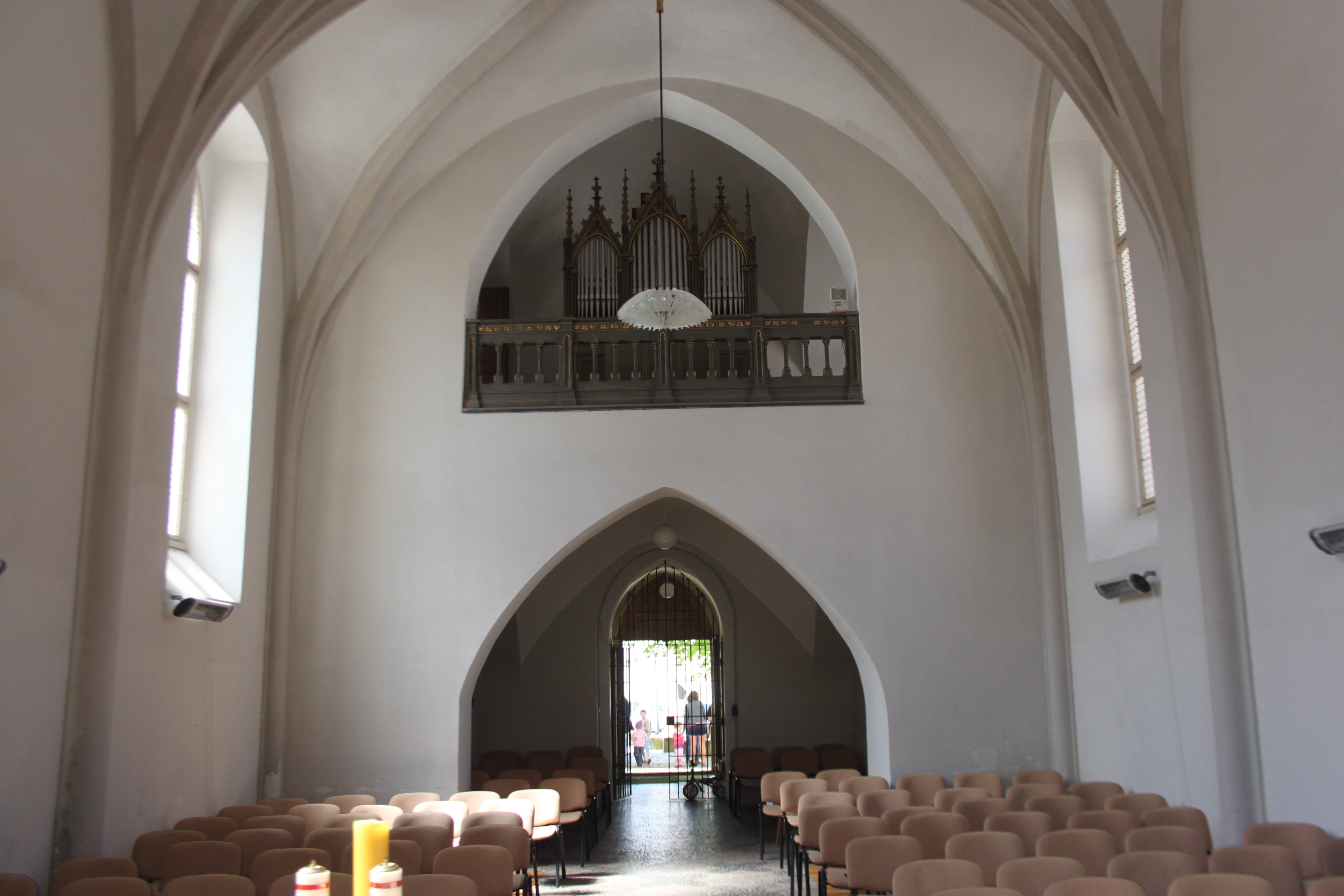
Kruchta
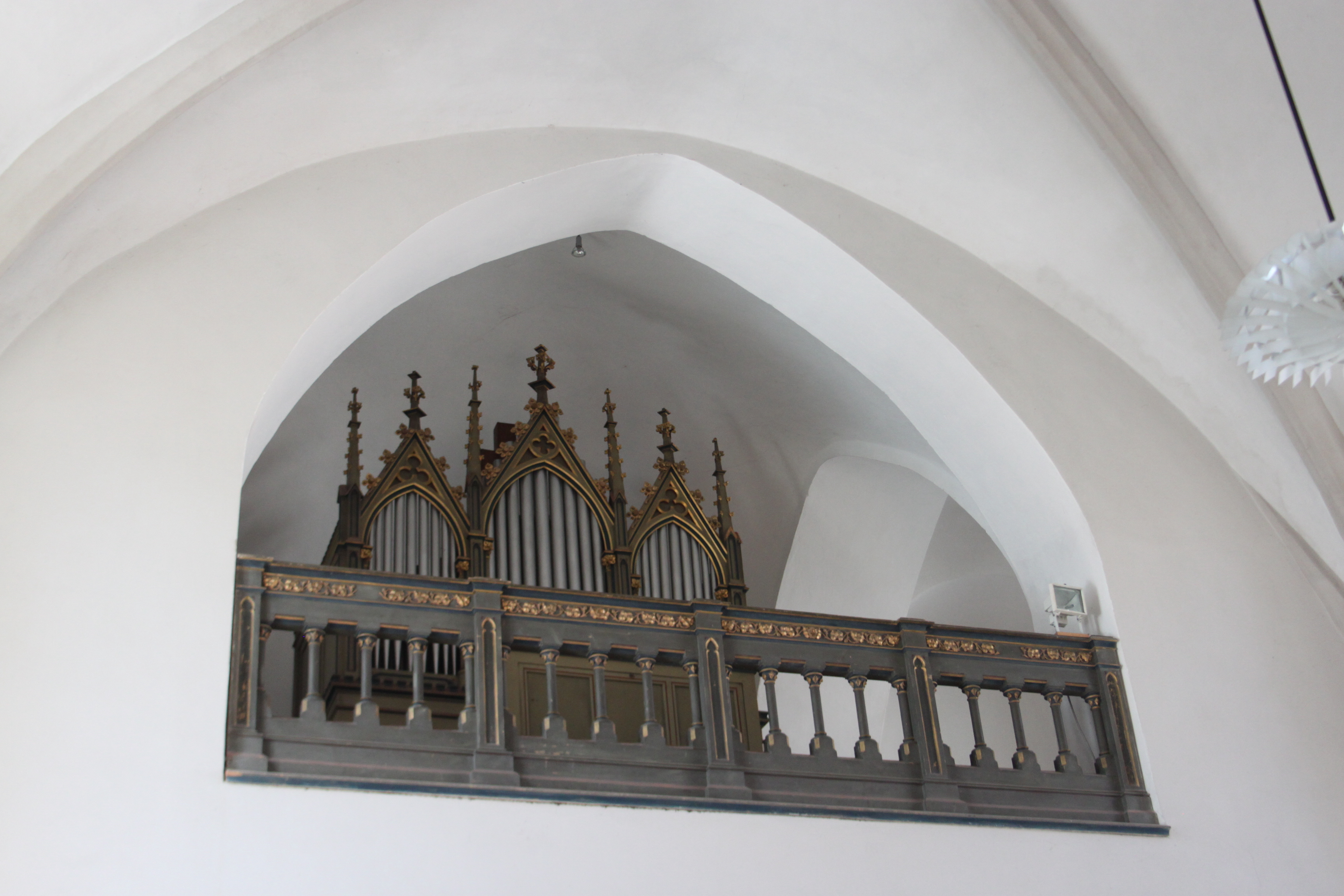
Neogotické varhany a zábradlí na kruchtě
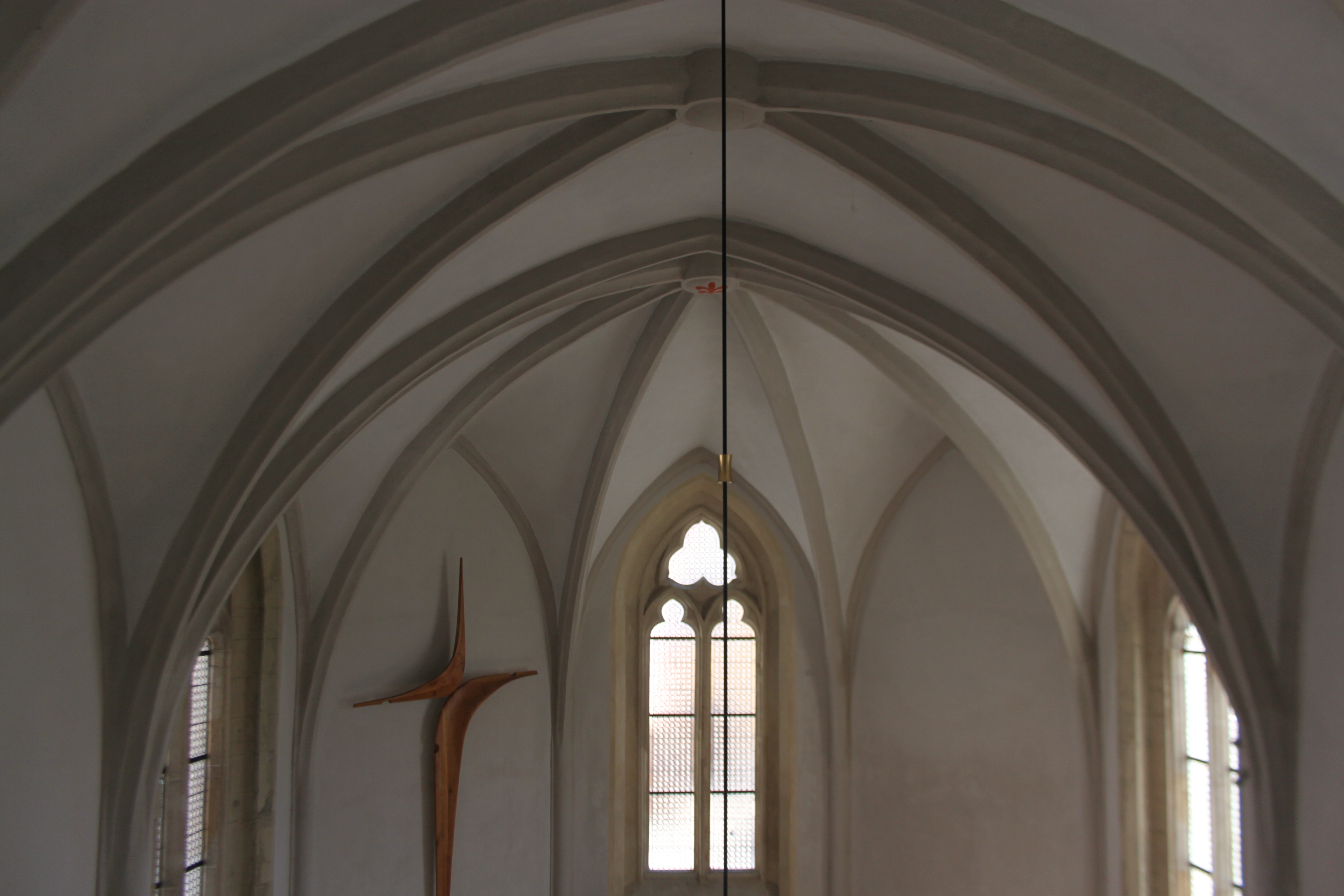
Klenba
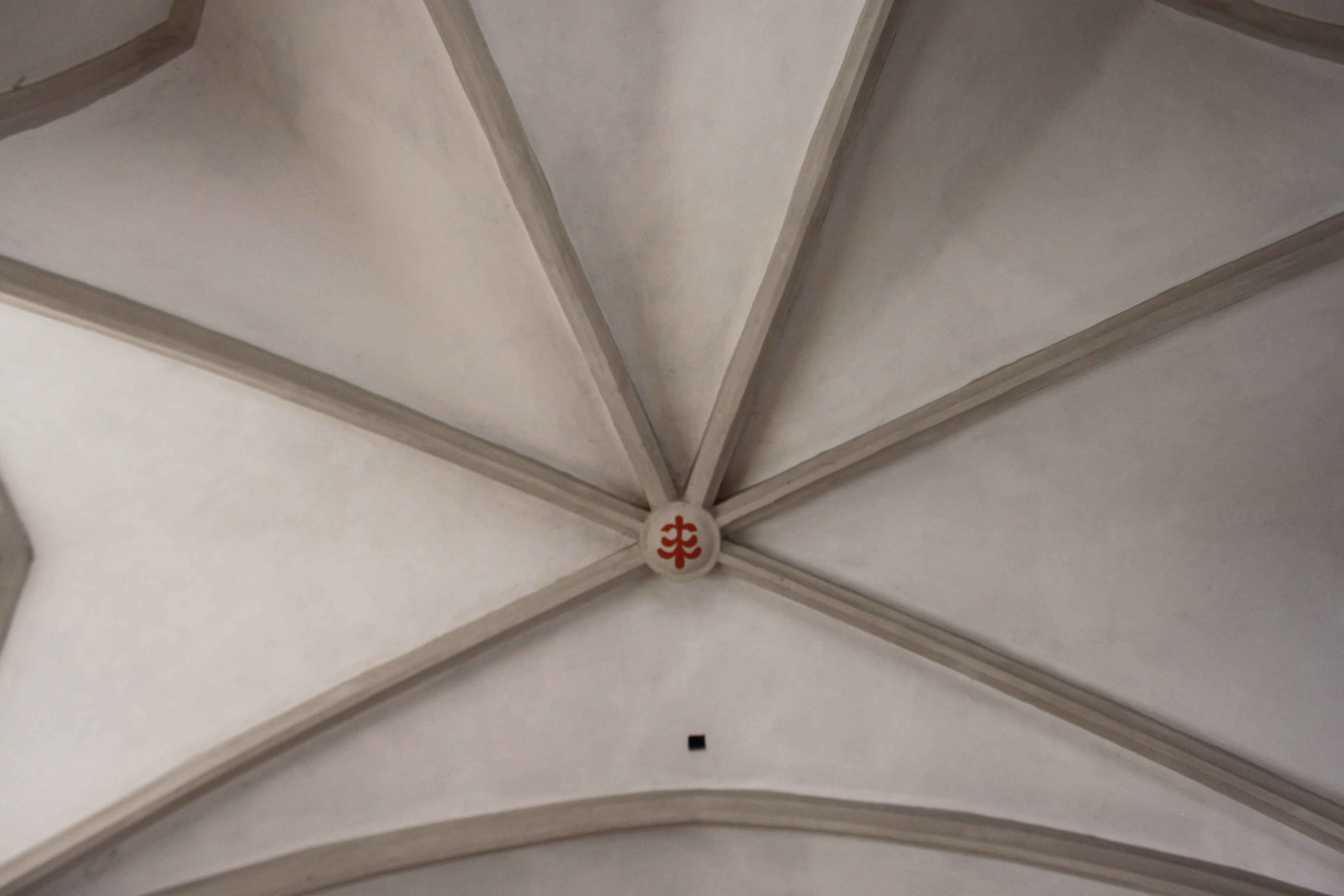
Paprsčitá klenba v závěru kostela se svorníkem se znakem města
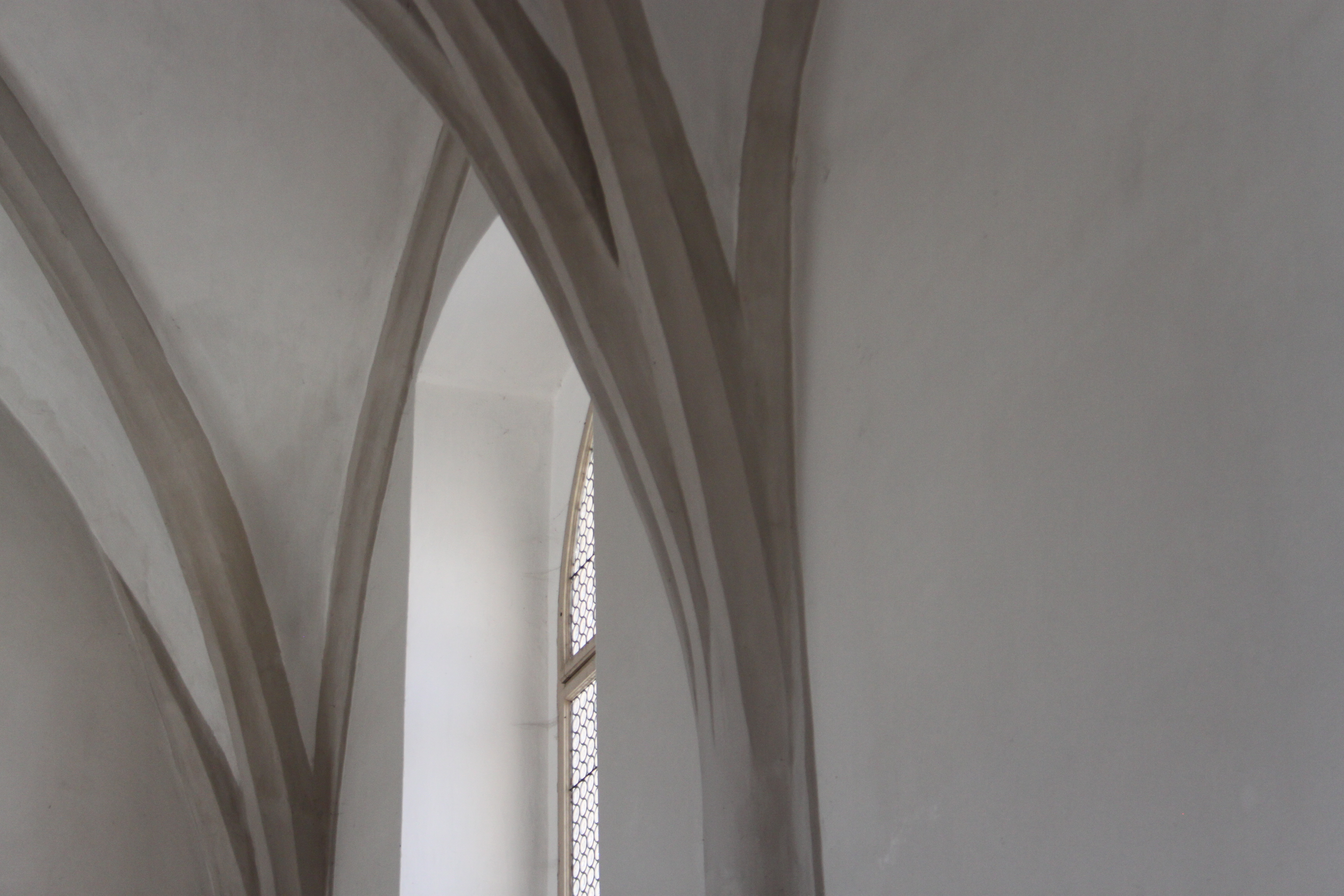
Detail napojení žeber na svorník